# 北小岩
北小岩（きたこいわ）は、東京都江戸川区の町名。現行行政地名は北小岩一丁目から北小岩八丁目。住居表示実施済区域。

## 地理
江戸川区北東部に位置し、同区の最北端にあたる。北で葛飾区柴又、東で江戸川を挟んで対岸に千葉県市川市国府台・松戸市矢切、南で東小岩、西で西小岩および葛飾区鎌倉に隣接する。周辺の西小岩、東小岩、南小岩との総称で「小岩」と呼称することもある。地区の東辺を江戸川で千葉県と画し、南辺をJR総武本線、西辺を東京都道307号王子金町江戸川線で区内他地区と画す。
町域の大半に住宅地が広がり、町域を南北に分断する形で京成本線が東西に通る。鉄道線路以南が北小岩一・二・三丁目、以北が北小岩四・五・六・七・八丁目。鉄道橋を除いて対岸の千葉県と連絡する橋は北小岩が接する江戸川沿い約2kmで国道14号の市川橋のみである。
北小岩一丁目では土地区画整理事業と一体で地盤を嵩上げし、江戸川高規格堤防が整備され安全性が強化した。

### 地価
住宅地の地価は、2025年（令和7年）1月1日の公示地価によれば、北小岩8-7-14の地点で36万4000円/m2となっている。

## 歴史
江戸時代には上小岩村・中小岩村・小岩田村・伊予田村に属したが、町村制施行によって小岩村の一部となった。1932年の東京市編入により江戸川区に属し、1966年の住居表示実施により現在の町名となる。

## 世帯数と人口
2025年（令和7年）1月1日現在（江戸川区発表）の世帯数と人口は以下の通りである。
| 丁目         | 世帯数     | 人口     |
| ------------ | ---------- | -------- |
| 北小岩一丁目 | 1,425世帯  | 2,473人  |
| 北小岩二丁目 | 3,105世帯  | 5,511人  |
| 北小岩三丁目 | 1,394世帯  | 2,519人  |
| 北小岩四丁目 | 2,393世帯  | 4,467人  |
| 北小岩五丁目 | 1,869世帯  | 3,179人  |
| 北小岩六丁目 | 2,603世帯  | 4,634人  |
| 北小岩七丁目 | 1,499世帯  | 3,201人  |
| 北小岩八丁目 | 1,713世帯  | 3,655人  |
| 計           | 16,001世帯 | 29,639人 |

### 人口の変遷
国勢調査による人口の推移。
| 年                 | 人口   |
| ------------------ | ------ |
| 1995年（平成7年）  | 27,281 |
| 2000年（平成12年） | 27,412 |
| 2005年（平成17年） | 28,200 |
| 2010年（平成22年） | 28,662 |
| 2015年（平成27年） | 27,865 |
| 2020年（令和2年）  | 29,317 |

### 世帯数の変遷
国勢調査による世帯数の推移。
| 年                 | 世帯数 |
| ------------------ | ------ |
| 1995年（平成7年）  | 11,014 |
| 2000年（平成12年） | 11,411 |
| 2005年（平成17年） | 12,298 |
| 2010年（平成22年） | 12,937 |
| 2015年（平成27年） | 12,828 |
| 2020年（令和2年）  | 14,531 |

## 学区
区立小・中学校に通う場合、学区は以下の通りとなる(2023年4月時点)。なお、江戸川区では学校選択制度を導入しており、区内全域から選択することが可能。。
| 丁目         | 番地                                                                                         | 小学校                     | 中学校                   |
| ------------ | -------------------------------------------------------------------------------------------- | -------------------------- | ------------------------ |
| 北小岩一丁目 | 1番                                                                                          | 江戸川区立北小岩小学校     | 江戸川区立小岩第三中学校 |
| 北小岩一丁目 | 2〜26番                                                                                      | 江戸川区立中小岩小学校     | 江戸川区立小岩第三中学校 |
| 北小岩二丁目 | 19番12〜18号 20番10〜18号 21番10〜18号 22〜25番、28〜39番                                    | 江戸川区立中小岩小学校     | 江戸川区立小岩第三中学校 |
| 北小岩二丁目 | 1〜18番 19番1〜11号・19号〜最終号 20番1〜9号・19号〜最終号 21番1〜9号・19号〜最終号 26〜27番 | 江戸川区立北小岩小学校     | 江戸川区立小岩第三中学校 |
| 北小岩三丁目 | 全域                                                                                         | 江戸川区立中小岩小学校     | 江戸川区立小岩第三中学校 |
| 北小岩四丁目 | 1〜5番、12〜18番 29〜38番 39番1〜3号・21号 39番27号〜最終号                                  | 江戸川区立中小岩小学校     | 江戸川区立小岩第三中学校 |
| 北小岩四丁目 | 6〜11番、19〜28番 39番4〜20・22〜26号 40〜41番                                               | 江戸川区立上小岩小学校     | 江戸川区立小岩第三中学校 |
| 北小岩五丁目 | 1〜4番 5番4号〜最終号 7〜12番、16〜21番 27〜32番                                             | 江戸川区立上小岩小学校     | 江戸川区立小岩第三中学校 |
| 北小岩五丁目 | 5番1〜3号、6番 13〜15番、22〜26番 33〜36番                                                   | 江戸川区立中小岩小学校     | 江戸川区立小岩第三中学校 |
| 北小岩六丁目 | 3〜8番、20〜30番 40〜46番、53〜54番                                                          | 江戸川区立上小岩第二小学校 | 江戸川区立小岩第三中学校 |
| 北小岩六丁目 | 1〜2番、9〜19番 31〜39番、47〜52番                                                           | 江戸川区立上小岩小学校     | 江戸川区立小岩第三中学校 |
| 北小岩七丁目 | 1〜6番、11〜29番                                                                             | 江戸川区立上小岩小学校     | 江戸川区立小岩第三中学校 |
| 北小岩七丁目 | 7〜10番                                                                                      | 江戸川区立上小岩第二小学校 | 江戸川区立小岩第三中学校 |
| 北小岩八丁目 | 全域                                                                                         | 江戸川区立上小岩第二小学校 | 江戸川区立小岩第三中学校 |

## 事業所
2021年（令和3年）現在の経済センサス調査による事業所数と従業員数は以下の通りである。
| 丁目         | 事業所数  | 従業員数 |
| ------------ | --------- | -------- |
| 北小岩一丁目 | 80事業所  | 671人    |
| 北小岩二丁目 | 197事業所 | 1,174人  |
| 北小岩三丁目 | 89事業所  | 576人    |
| 北小岩四丁目 | 70事業所  | 319人    |
| 北小岩五丁目 | 67事業所  | 530人    |
| 北小岩六丁目 | 195事業所 | 1,268人  |
| 北小岩七丁目 | 52事業所  | 253人    |
| 北小岩八丁目 | 69事業所  | 386人    |
| 計           | 819事業所 | 5,177人  |

### 事業者数の変遷
経済センサスによる事業所数の推移。
| 年                 | 事業者数 |
| ------------------ | -------- |
| 2016年（平成28年） | 849      |
| 2021年（令和3年）  | 819      |

### 従業員数の変遷
経済センサスによる従業員数の推移。
| 年                 | 従業員数 |
| ------------------ | -------- |
| 2016年（平成28年） | 4,586    |
| 2021年（令和3年）  | 5,177    |

## 交通

### 鉄道
- 京成電鉄
  - 京成本線：京成小岩駅・江戸川駅

町域南西端の最寄り駅はJR総武線小岩駅（南小岩に所在し、町域内にはあたらない）、北部の北小岩八丁目の大部分の最寄り駅は北総線新柴又駅（葛飾区柴又）である。

### バス
- 京成タウンバス
  - 小54系統：柴又新道、小岩図書館、北小岩五丁目、上小岩小学校、北小岩七丁目、江戸川堤、小岩公園、北小岩六丁目、京成小岩駅
- 京成バス
  - 小55/小56系統：京成小岩駅入口、北小岩二丁目、柴又新道

### 道路
道路
- 国道14号（千葉街道）
- 東京都道60号市川四ツ木線（奥戸街道）
- 東京都道315号御徒町小岩線（蔵前橋通り）
- 東京都道451号江戸川堤防線
- 東京都道501号王子金町市川線（柴又街道）
- 旧佐倉街道

## 施設
- 小岩消防署北小岩出張所
- 江戸川区立北小岩小学校
- 江戸川区立中小岩小学校
- 江戸川区立上小岩小学校
- 江戸川区立上小岩第二小学校
- 江戸川区立小岩第三中学校
- 江戸川双葉幼稚園
- 小岩保育園
- 北小岩三郵便局
- 北小岩六郵便局
- 北小岩七郵便局
- 江戸川グランド（運動場・京成鉄橋上流野球場・京成鉄橋上流ソフトボール場）
- 江戸川緑地
- 北小岩少年野球場
- 日本水泳館 (小岩校)
- 小岩菖蒲園
- 小岩公園
- 正真寺
- 寶林寺
- 本蔵寺
- 十念寺
- 真光院
- 覚王院
- 北野神社
- 八幡神社
- 天祖神社

## 北小岩を舞台とする作品
- ルドルフとイッパイアッテナ - 斉藤洋著 講談社 主人公の猫であるルドルフとその仲間達が活躍する舞台として、北小岩の主に京成線北側の地域が描かれている[17]。また、作者の斉藤も同区北小岩の出身である[17]。

## その他

### 日本郵便
- 郵便番号 : 133-0051[3]（集配局 : 小岩郵便局[18]）。